# Église Saint-Georges de Saint-Jeanvrin
L'église Saint-Georges, anciennement Saint-Janvier, est une église catholique située à Saint-Jeanvrin, au sud du département français du Cher, en France.

## Historique
L'église aurait été édifiée au XIIe siècle. Elle dépendait alors de l'abbaye de Déols, près de Châteauroux. Elle figure dans la bulle du pape Pascal II de 1115 qui énumère et confirme les possessions de l'abbaye de Déols. À cette époque et jusqu'au XIVe siècle, l'église était dédiée à saint Janvier. Elle fut ensuite dédiée à saint-Georges.
L'église qui est mentionnée dans la bulle de 1115 était assez différente de celle de la fin du XIIe siècle, comme on la voit de nos jours : elle n'avait pas de voûte sur la nef, son chœur était plus important. On peut apercevoir encore des remaniements très visibles sur les piles d'entrée, entre la nef et le transept.
L'édifice est classé au titre des monuments historiques par arrêté du 8 juillet 1911.

## Description

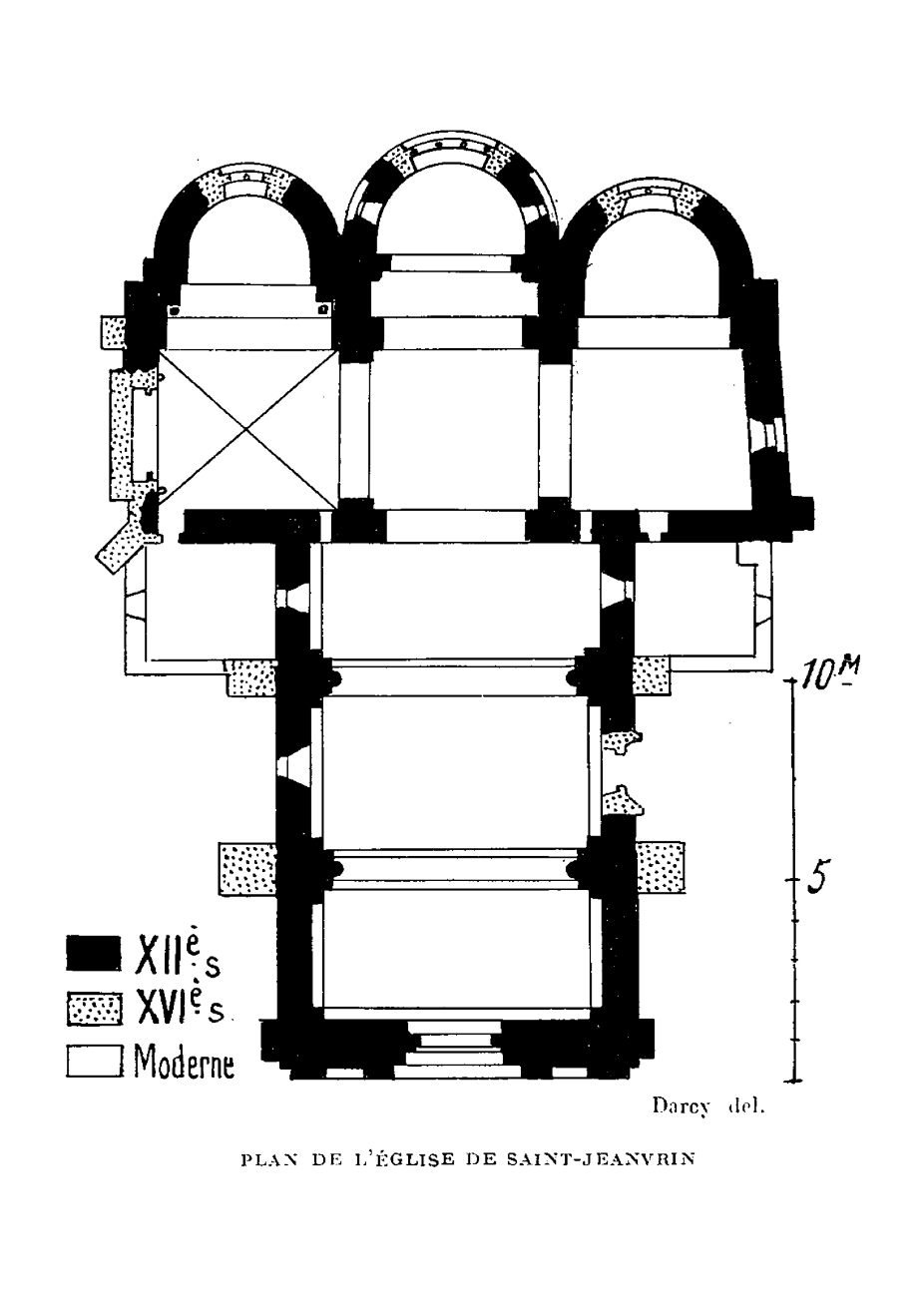
Plan de l'église.

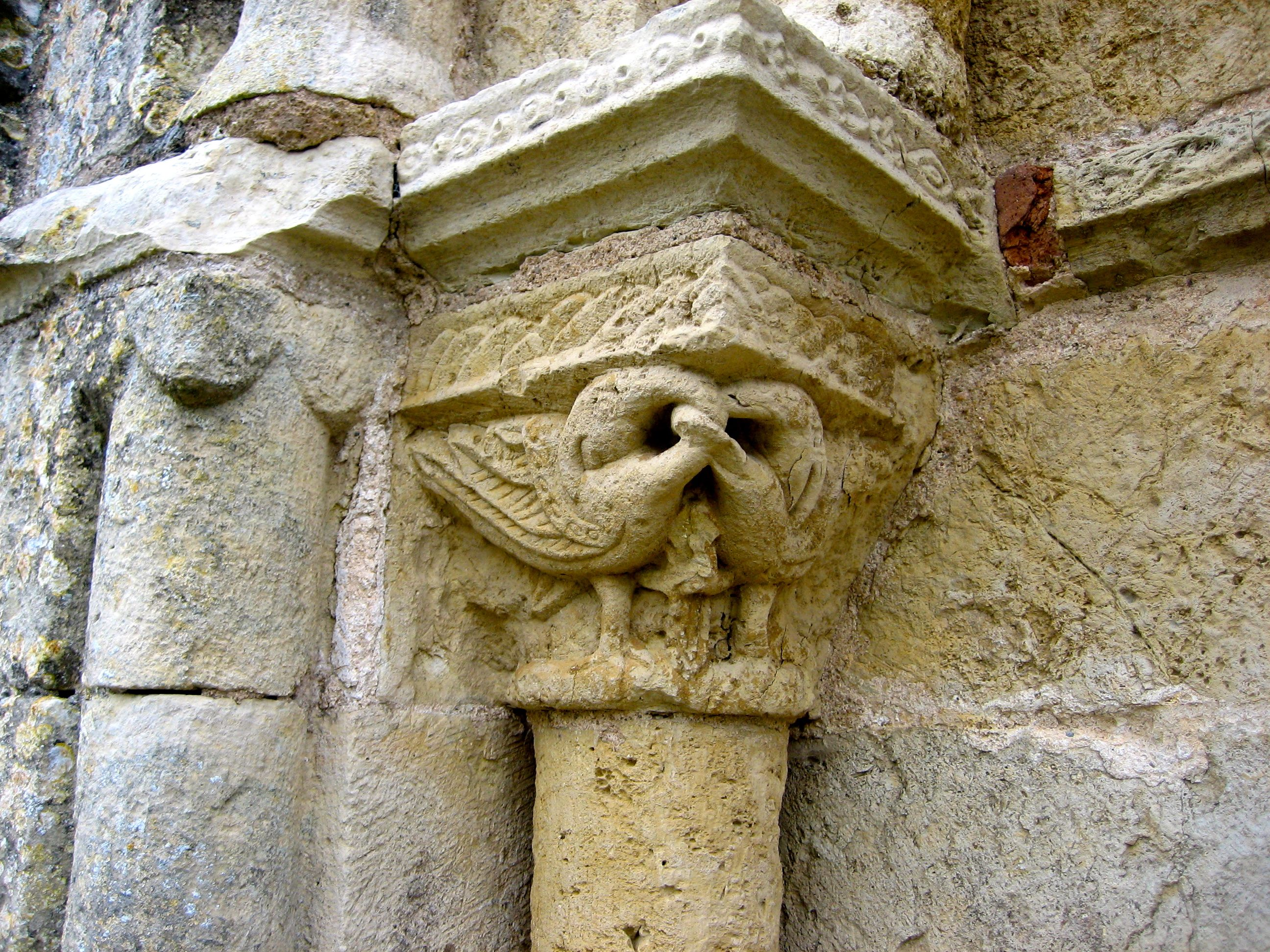
Chapiteaux sur le portail.

L'église suit le plan des églises romanes, avec une nef large à trois travées, un large transept dont les croisillons latéraux communiquent avec la nef par deux passages berrichons, un chœur, une abside, et deux chapelles latérales. L'église a fait l'objet de plusieurs remaniements.

### Extérieur

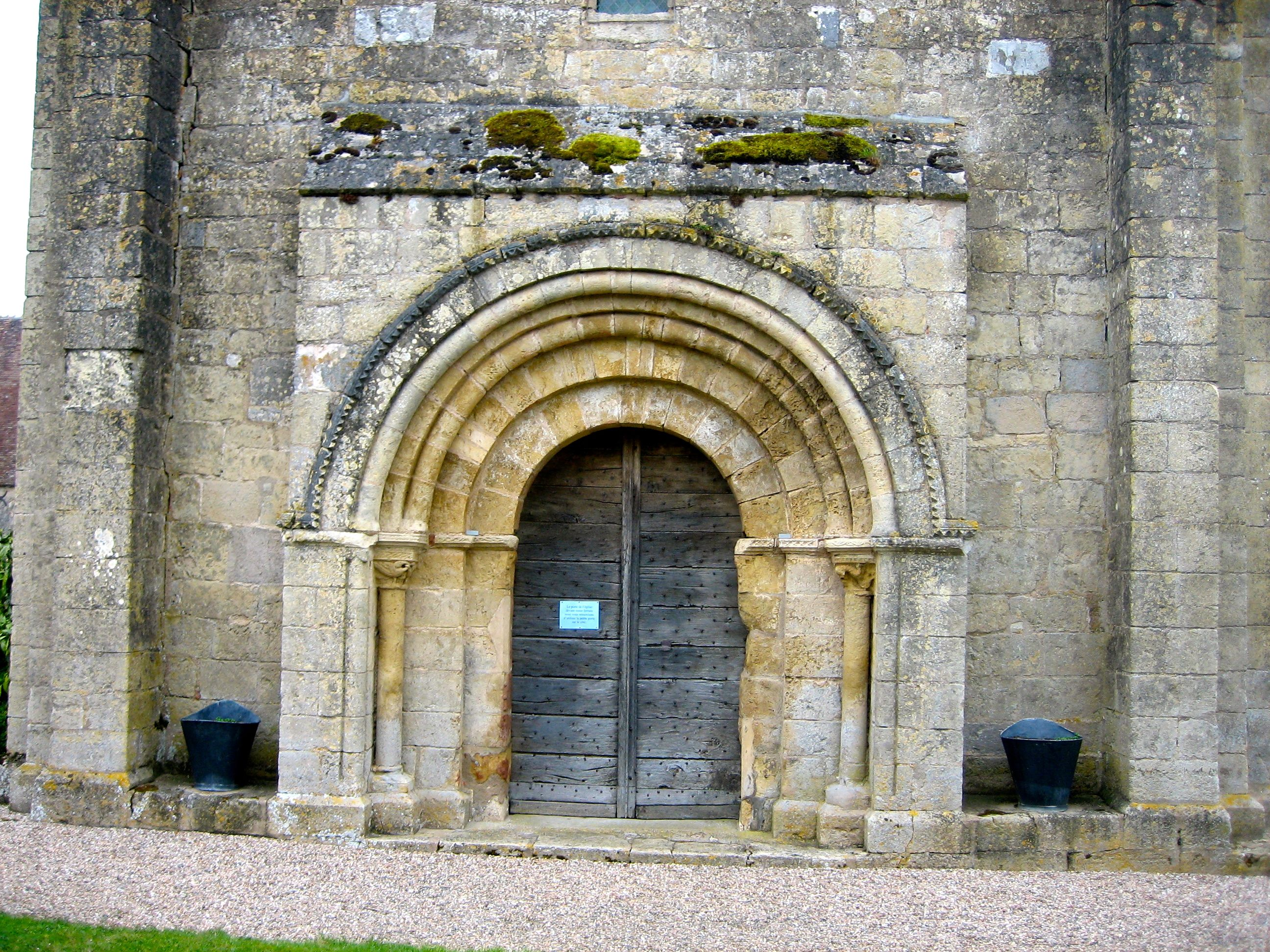
Portail de l'église.

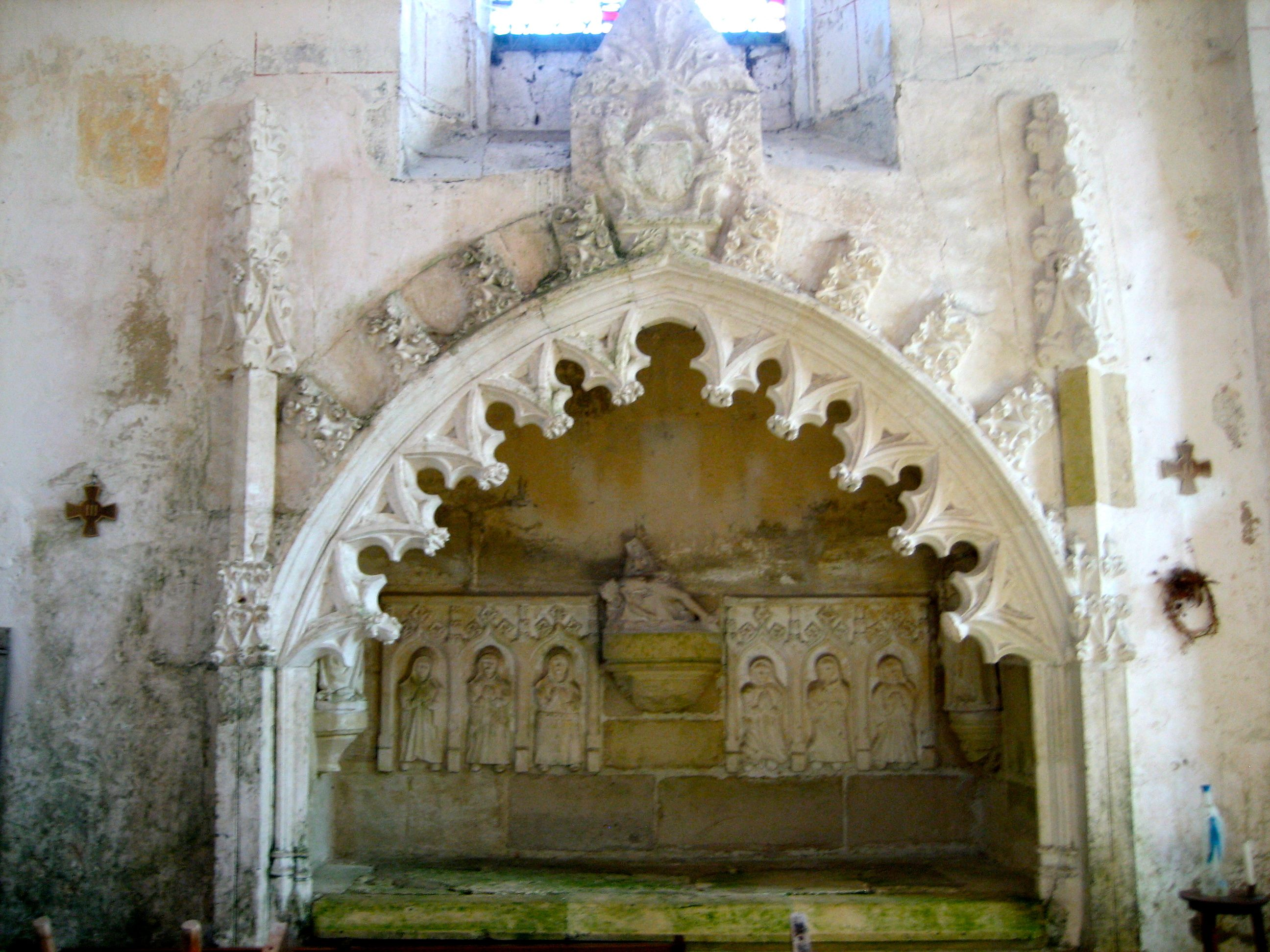
Tombeau de François de Blanchefort.

Sur la façade se détache un portail en plein cintre dénué de tympan, logé dans un avant-corps qui augmente la profondeur des voussures. Celles-ci sont formées de trois rangs de claveaux et de deux gros boudins coupant les angles rentrants et terminés par des congés. Ils s'appuie sur des chapiteaux dont l'un est décoré d'oiseaux aux cous enlacés.
La fenêtre centrale de l'abside a été ouverte à la fin du XVe siècle. Son vitrail date de la même époque. Il représente l'ange Gabriel et la vierge Marie, avec les armes de la maison des Blanchefort qui étaient seigneurs de Saint-Jeanvrin pendant un siècle, de 1485 à 1606 environ.

### Intérieur
Dans la nef, il y a deux fenêtres, une de chaque côté. Au sud, il y en avait une deuxième qui a été bouchée lors de l'ajout de la sacristie. La fenêtre restée ouverte est richement décorée : soutenue par deux colonnettes aux chapiteaux revêtus de feuillage et de têtes, sa voussure torique est logée dans un angle où sont insérés, au-dessus d'elle, des petites têtes d'hommes ou d'animaux.
Dans la chapelle nord on trouve un tombeau. Les armes sont celles des Blanchefort. Le tombeau est sans doute celui de François de Blanchefort, chambellan du roi, mort en 1540 ; le tombeau a été édifié par son fils Gilbert de Blanchefort, seigneur de Saint-Jeanvrin et baron de Sainte-Sévère, époux de Marie de Créquy, Grand Maître des Logis du roi, mort en 1580, qui avait longtemps habité à Saint-Jeanvrin.

### Fresque

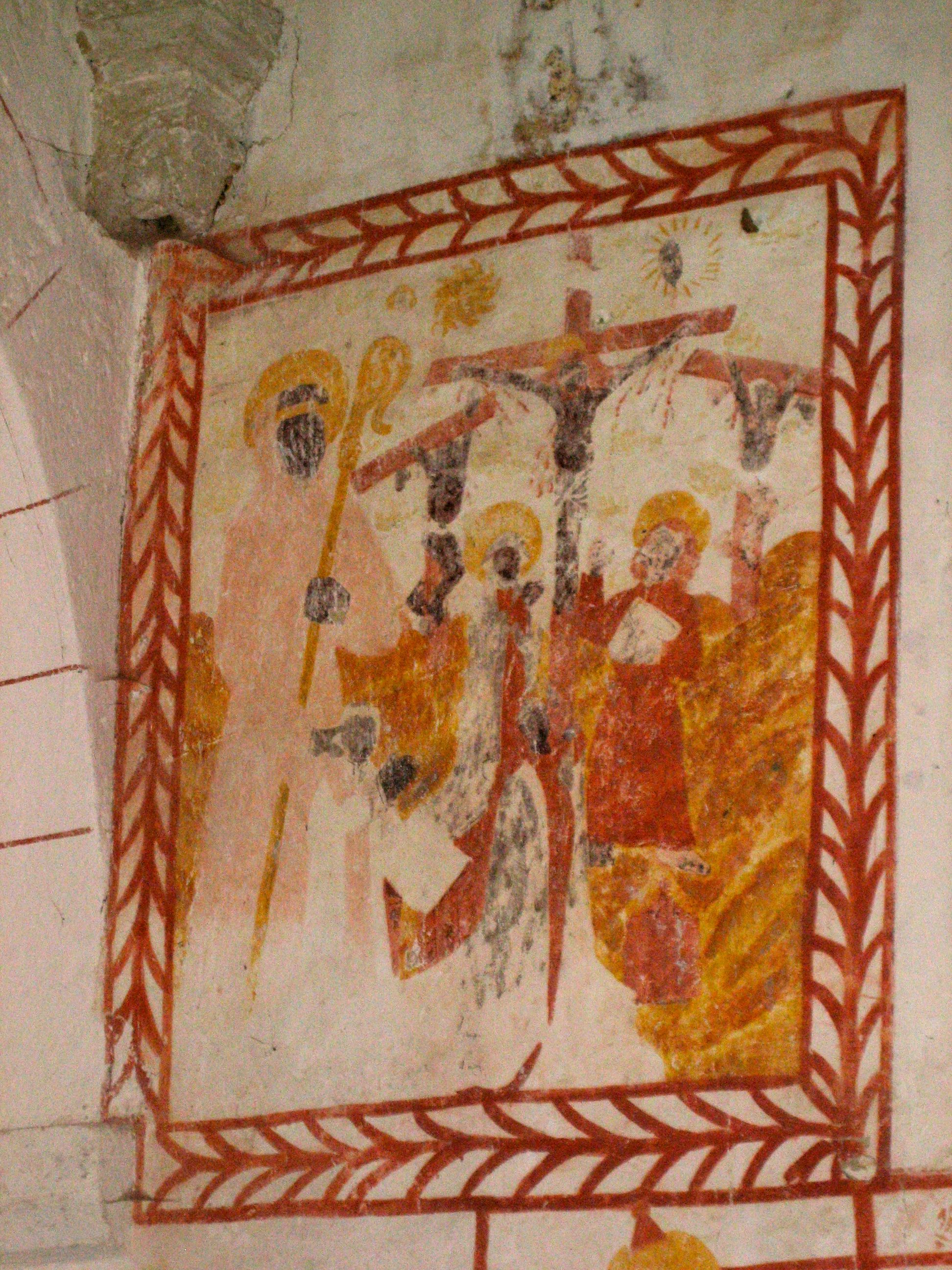
La fresque de crucifixion.

Sur le mur séparant la nef du transept, du côté nord-est, une fresque représente une crucifixion. Dans un environnement natté, le Christ sur la croix est entouré des deux larrons ; au pied de la croix il y a la Vierge à gauche, saint Jean à droite, et Marie-Madeleine à genoux. Le soleil et la lune sont au-dessus de la croix, . Un grand personnage dans l'angle gauche est un évêque qui tient la crosse d'une main tandis qu'il place l'autre sur l'épaule d'un donateur agenouillé, revêtu de l'étole et du surplis.  Il pourrait s'agir du donateur Hubert de Prie, abbé, cousin des Blanchefort, et de son patron Hubert, évêque de Liège.
Dans un cartouche en dessous, mais appartenant à une autre scène, une femme et un homme tenant une croix, sont nimbés.

### Absidioles

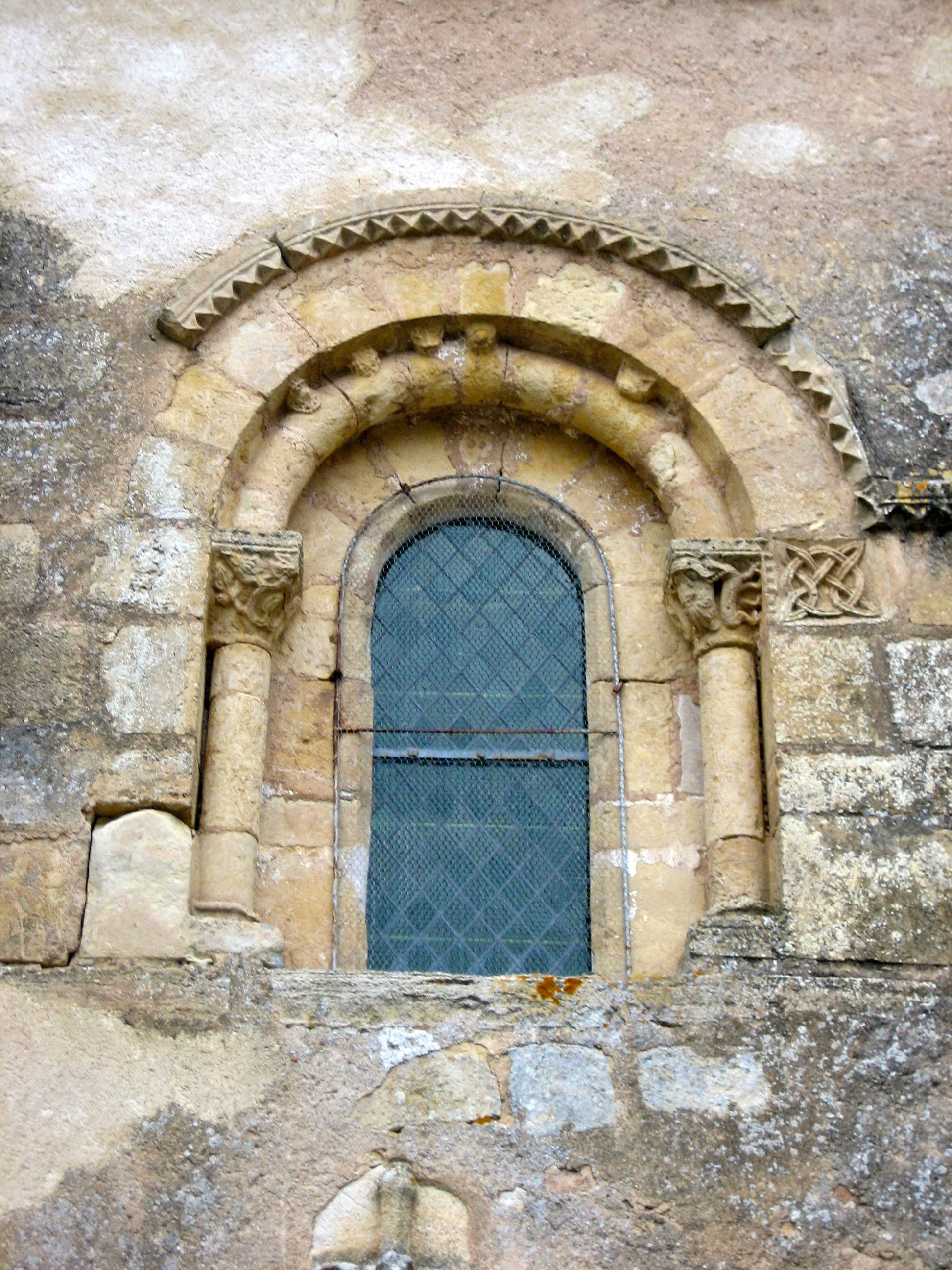
Fenêtre côté sud de la nef.

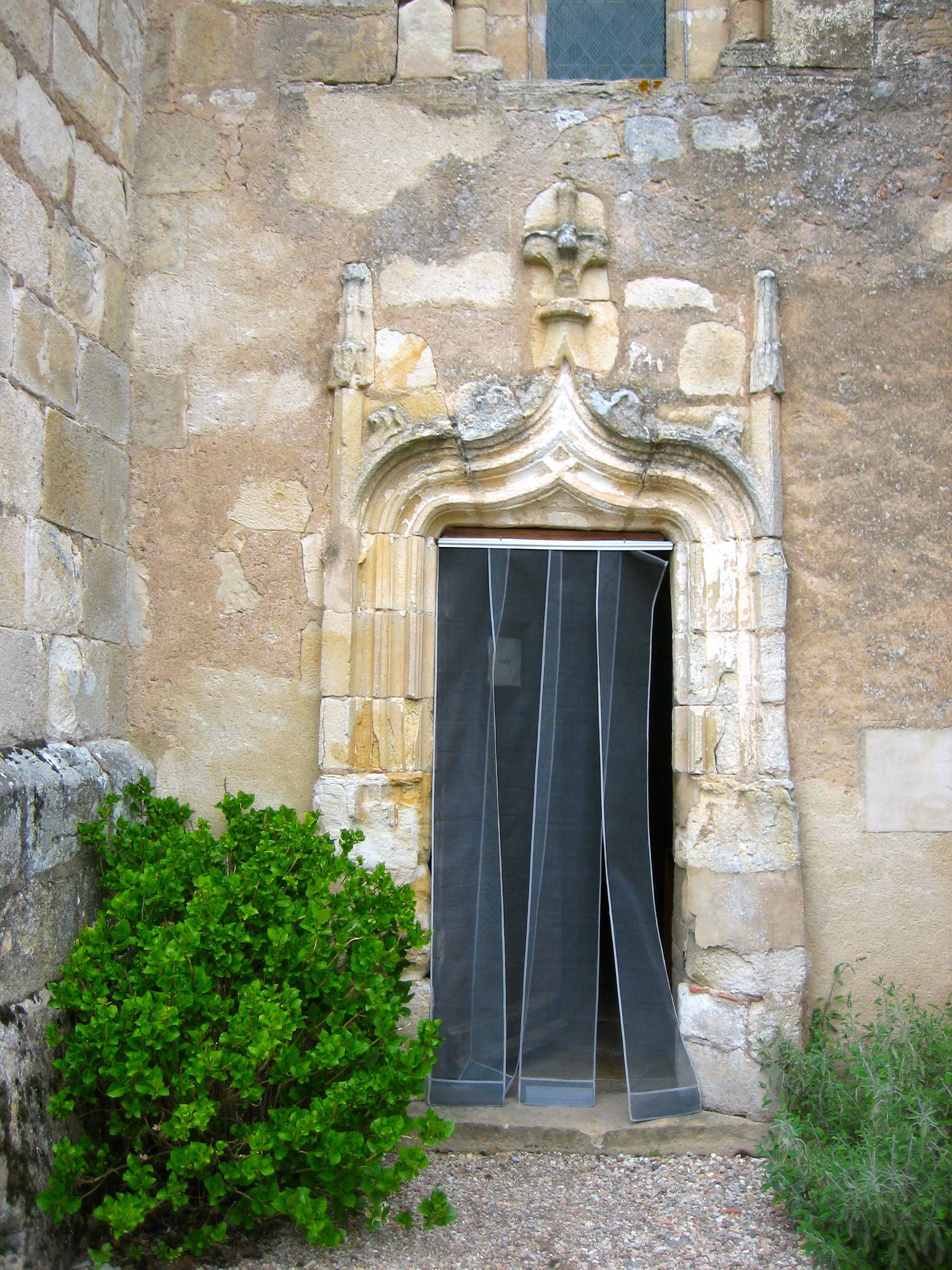
La porte latérale du siècle.

Le carré du transept est relié aux bras par des arcades en plein cintre. Le croisillon sud est voûté d'un berceau brisé ; le croisillon nord, au contraire, a été, au commencement du XVIe siècle, recouvert de quatre branches d'ogives moulurées de deux cavets allégeant un filet et reposant sur des culs-de-lampe ornés de masques. La construction des deux absidioles est différente : l'absidiole du nord a son entrée en arc brisé et elle est précédée d'une partie droite formant un triple décrochement, dont l'arcade repose sur deux colonnettes disposées dans un angle. Celle du sud, au contraire, n'a pas de partie droite et son entrée est en plein cintre. Toutes deux ont une fenêtre refaite, comme celle de l'abside, à l'époque flamboyante, ce que prouvent encore leur tracé en tiers-point, ainsi que les soufflets et les mouchettes de la dernière et le quatre-lobes placé sur des compartiments tréflés des deux autres. La forme des fenêtres s'observe bien en regardant le chevet de l'extérieur.

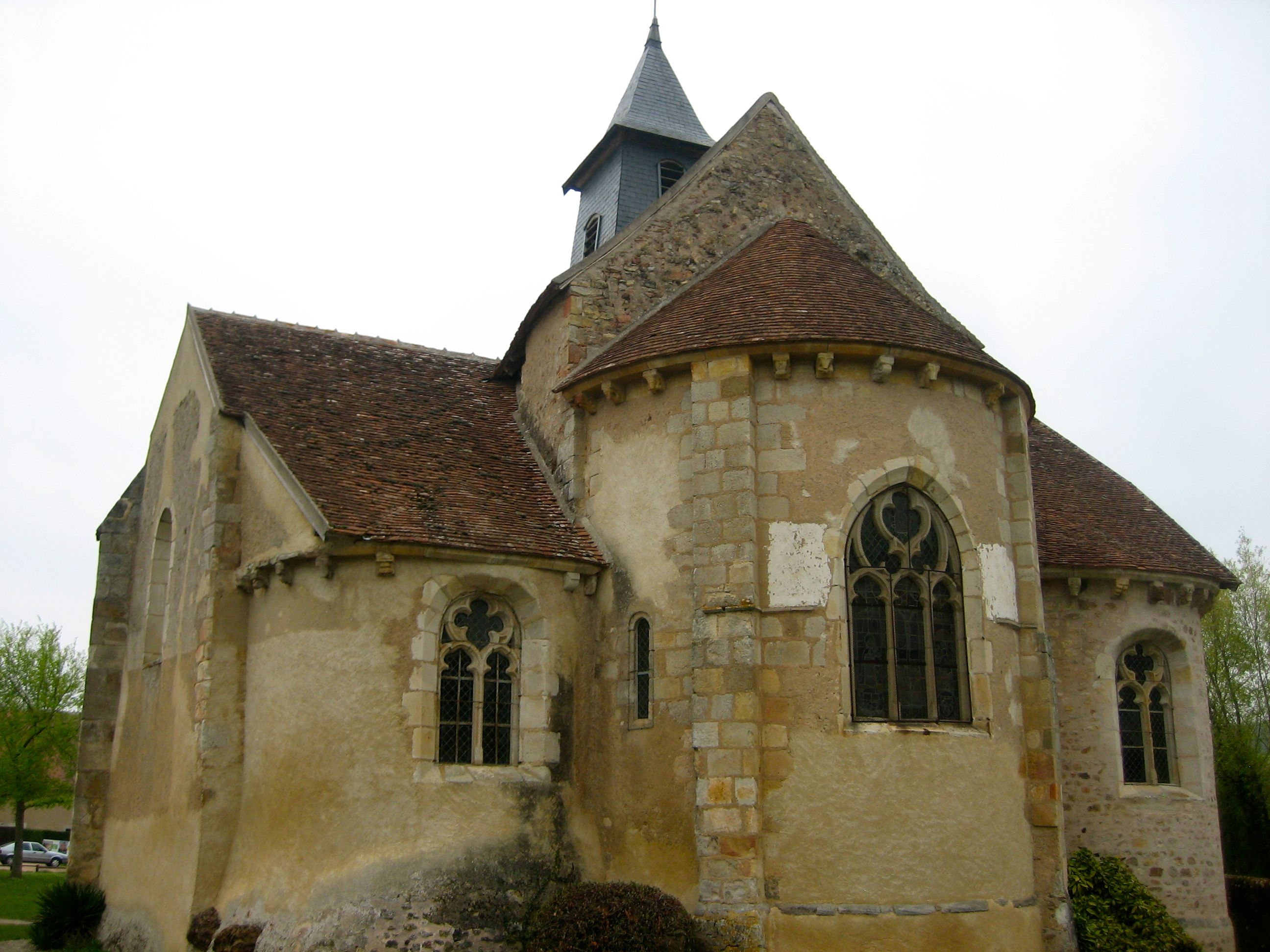
Chevet de l'église, avec les fenêtres en style flamboyant.

L'élévation latérale sud est soutenue par des contreforts repris au XVIe siècle. Dans la seconde travée une porte d'entrée latérale sur le mur sud, du  XVIe siècle, en accolade surmontée d'un chou et flanquée de deux pinacles.